# خالد الرحال
خالِد الرَحال (1926 - 1986)، نَحات ورسام عِراقي يُعَد من أبرز رواد الحَركة الفَنية في العِراق. وُصف بأنه أحد «أعمِدة الفَن العِراقي الحَديث»، كان مسؤولاً عن تنفيذ بَعض مِن أشهَر مَعالم العاصِمة بَغداد، مِنها قوس النصر ونصب الجندي المجهول.

## نشأته

### الحياة
ولد خالد الرحال في بغداد عام 1926 لعائلة فقيرة، ونشأ في شَوارع بغداد وأزِقتها التي أصبحت ذات تأثير مَهم على حياته وفنه. كان مُراقِباً شَديدًا للحياة اليومية في العراق، وزائرًا منتظمًا للمُتحف العراقي الذي تأسس عام 1939، حيث أبدى اهتمامًا كبيًرا بمًنحوتات حَضارت بِلاد الرافدين. حتى قبل أن يدرسَ الفن أكاديميًا، طور الرحال رؤية فنية ناضِجة، ترتكز على تقاليد فن حَضارت بِلاد الرافدين.
خلال الحرب العالمية الثانية، كان الرحال مُجرد مراهق عِندما بدأت العلامات الأولى لإحياء الفَن في بغَداد. لجأت مَجموعة من الفنانين البولنديين، مُعظمهم من الحركة الانطباعيين، إلى بَغداد، حيث عَرفوا الفنانين المَحليين بالفن الأوروبي. في حين أن هذا الأمر قَد خلق حماسًا كبيرًا للفن التجريدي الحَديث، ترك أيضًا العَديد من الفنانين المَحليين، بما في ذلك الرحال، يبحثون عن طريقة لدَمج تقاليدَهُم الفنية القديمة في أسلوب الأعمال التجريدية الحديثة.

طوال الأربعينيات من القرن الماضي، احتفظ الرحال باستوديو في الحي التَجاري في بَغداد، حيث صنع وبيع تماثيل نصفية للعاهل العراقي وأعمال أخرى، وكلها كانت تَحظى بشَعبية كبيرة لدى الجُمهور. وصف الفنان العراقي جبرا إبراهيم جبرا زيارته لاستوديو الرحال بالعبارات التالية:
«لن أنسى أبدًا كيف في إحدى الأمسيات في عام 1948 (كان يبلغ من العمر 22 عامًا، وغير مَعروف)، أخذني إلى غُرفة صَغيرة رثة في مَنزل صَغير رثْ في أحد أقدم أحياء بغداد، حيث جَلسنا على عجلة من أمرنا على حَصيرة، ثُمَ أخرجَ، مثل الساحر، كومة من أجمل الرسومات، وكثير منها كانت دراسات لنَحته. كانت في الغالِب رسومات لنِساء: في الحَمامات العامة، أو الرقص الشرقي أو ممارسة الحب، كلها سمينة، مُمتلئة الجَسد، تَهتز بقوة الحياة».

### الدراسة
في نِهاية الحرب، كان الرحال في ذلك الوقت في أوائل العشرينات من عمره، جزءًا من مَجموعة صغيرة من الفنانين المحليين الموهوبين الذين حصلوا على منح دراسية لدراسة الفن في معهد الفنون الجميلة في بغداد أو في الخارج إما في باريس أو روما. تلقى الرحال أول تَعليم رسمي له في معهد بغداد للفنون الجميلة تحت إشراف النحات العراقي الكَبير جواد سليم، وتخرج بدبلوم في النحت عام 1947.

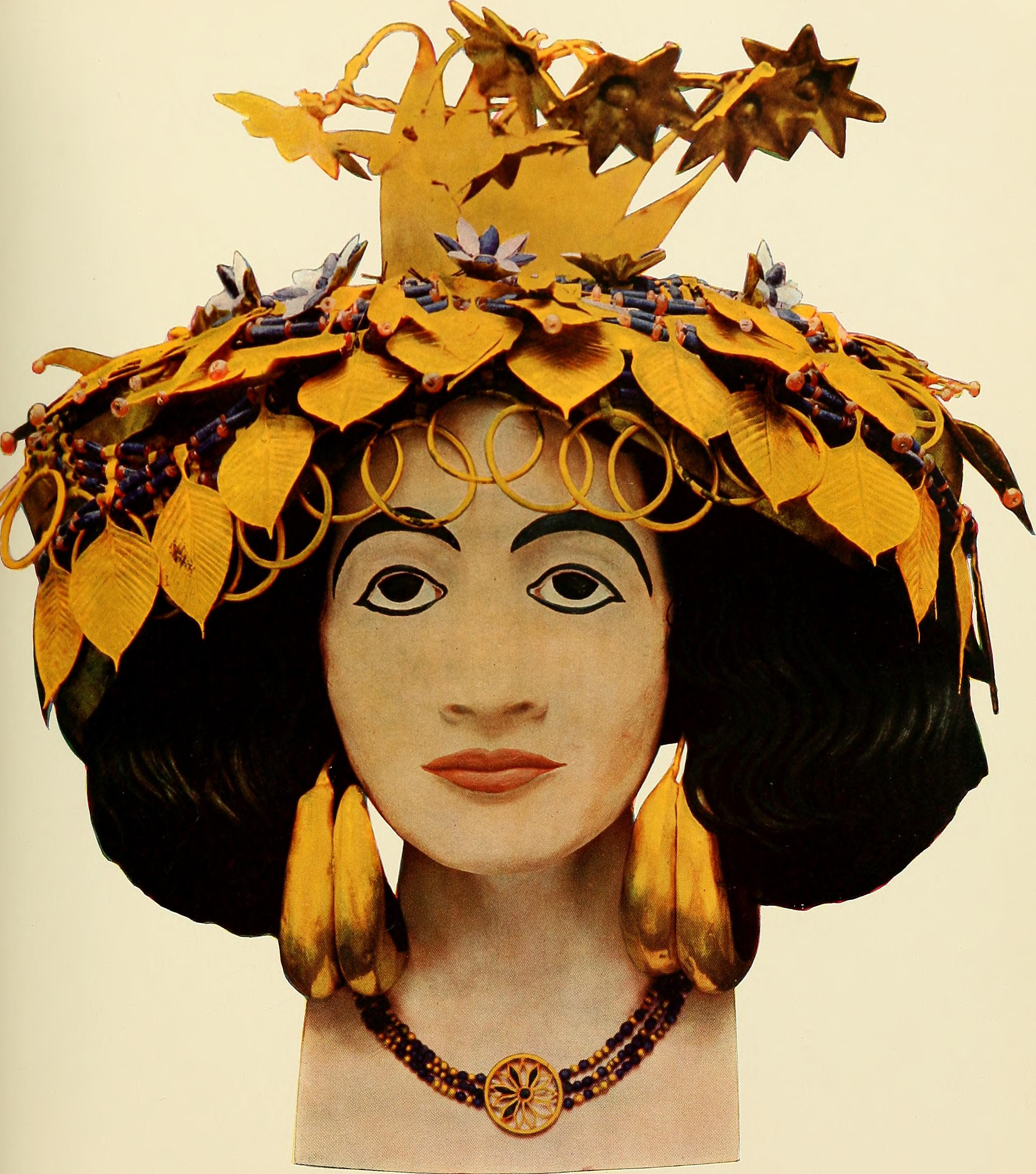
التمثال النصفي الأصلي للملكة السومرية، شبعاد، معروض في المتحف العراقي، وعمل الكحال نسخة طبق الأصل منه.

مثل العَديد من مُعاصريه، بدأ الرحال بالعمل في المُتحف العراقي تحت إشراف مدير الآثار ناجي الأصيل في الخمسينيات، حيث كان يعمل في صناعة نُسخ طبق الأصل من القطع الفنية العراقية القديمة. خلال هذه الفترة، كلف بإعادة إنتاج تمثال نصفي للملكة السومرية شبعاد. ألبسها المُجوهرات الملكية من مقبرة أور. عُرض التمثال النصفي للجمهور في المُتحف، حيث أصبح صورة رمزية لماضي العراق السومري. تم بيع النُسخ المُقلدة للتمثال النصفي في المنافذ السياحية وأصبح شكل التمثال أحد أكثر الصور استنساخًا في الفن العراقي، حيث تم استخدامه على البطاقات البريدية والمُلصقات والهدايا التذكارية وفي الفن الشعبي.
في عام 1953، انضم الرحال إلى جمَاعة بَغداد للفن الحَديث التي تأسست عام 1951 على يد صَديقه ومُعلمه جواد سليم، إلى جانب الفنان والمفكر شاكر حسن آل سعيد. سعت المَجموعة، والتي سيكون لها تأثير بعيد المدى على الفن العراقي، إلى سد الفجوة بين الحداثة والتقاليد، من خلال تطوير جمالية فنية عراقية مُميزة تَستخدم التقنيات الحَديثة، وفي نفس الوقت تُشير إلى تُراثها وتقاليدها القديمة. آل سعيد، قائد المجموعة، روّج لفكرة «التماس الإلهام من التقاليد». كان الرحال من أشد المُعجبين بجواد سليم وملتزمًا بَمثله.

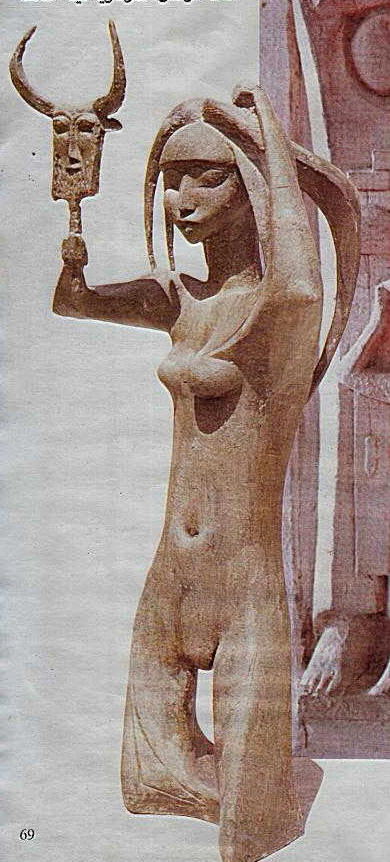
امرأة شرقاوية في ليلة زفافها، من اعمال خالد الرحال، 1961.

في أوائل الستينيات، حصل على منُحة دراسية أخرى للدراسة في أكاديمية الفنون الجميلة في روما، مما عرّفه على أساسيات النَحت الأوروبي. حصل على ماجستير في الفنون الجميلة عام 1964. مكث في روما طوال مُعظم الستينيات، وأنتج العَديد من الأعمال العامة لمَدينة روما.

### المِهنة
في وَقت قَريب من عَودته إلى بَغداد، قُتل العاهِل الحاكم وألغيت الملكية وتأسست الجُمهورية. بينما فر العَديد من الفَنانين من العِراق في ذلك الوقت، قرر الرحال البقاء في بَغداد. في عَهد صدام حسين، اختار حِزب البَعث مَجموعة بَغداد للفَن الحَديث للقيام بأعمال تَعمير العاصِمة بَغداد بالنُصب والتَماثِل، كَون أهدافَها تَتَماشى مع رؤيتهُم لهَوية القَومية العَربية. عُرض على الفنانين الذين كانوا أعضاء في مَجموعات بغَداد الفَنية مَناصب في وزارة الثَقافة. استفاد النَحاتون والمِعماريون والمُهندسون على وجه الخُصوص من بَرنامج صدام لتَجميل مَدينة بَغداد حيث تم التكليف بالعَديد من الأعمال الفنية العَامة. تم تَصميم هذه الأعمال لغَرس الشُعور بالفَخر الوَطني لدى السُكان، وكذلك لتَخليد صدام نَفسه.
ازدهَر الرحال خِلال هَذه الفَترة، وأدرج أكثر من أي فنان آخر الزَخارف العِراقية القَديمة في أعَماله الفنية. طوال سَبعينيات القِرن الماضي، صَمَمَ العَديد من المَعالم الأثرية لإحياء ذكرى الشَخصيات العِراقية التاريخية بما في ذلك: بانِي بَغداد، الخَليفة العباسي أبو جَعفر المنصور، وعبد الكريم قاسم العَميد الِعراقي الذي أطاح بالنظام الملكي وأسس الجُمهورية عام 1958، ونفذ أيضًا مَنحوتات لأشخاص عاديين مثل الشقاوية (لَقب للفَتاة العَربية مِن جَنوب العِراق) وتِمثال الامومة في حَديقة الامة. في عام 1973، تم تكليفه بتَصميم نافورة من البرونز تروي مُعظم تاريخ العِراق عُرفت بنَصب المَسيرة.
في أعقاب الحَرب العِراقية الإيرانية، لجأ صَدام حسين مرة أخرى إلى الرحال لتَصميم مَجموعة نِصاب تُصَور النَصر العِراقي، نَتََجَ عَن هذا التَكليف نَصب للجُندي المَجهول وسيوف القادِسية (المعروف باسم قَوس النصر)، وكِلاهما يَقعان في ساحة الاحتفالات الكبرى تَخليداً لذكرى ألم العِراق ومُعاناته أثناء الحرب. المَفهوم الأصلي لنُصب الجُندي المجهول كان عملًا أصليًا للرحال، في حين أن مَفهوم قوس النَصر نشأ مع صدام بينما ترك الرحال للعَمل على التَصميم التفصيلي. تَضَمنت تصميمات كِلا الَصبين رموزًا عَربية قديمة وحديثة. اكتمل بناء النصب التذكاري للجندي المجهول في عام 1982، لكن قوس النصر كان آخر عمل للرحال وتوفي قبل اكتماله وترك َصديقه ومُساعده محمد غني حكمت لإنهاء ألعَمال.

## الوَفاة
توفي خالِد الرَحال في بَغداد عام 1987 ودُفِنَ بِجانِب نَصب الجُدي المَجهول.

## الأسلوب
وصِف الرحال بأنه «النَحات العِراقي الأكثر مَوهِبة». ووصف خِالد القشتيان من المركز الثقافي العراقي بلندن الرحال ومُعلمه جواد سليم بأنهما «رَكيزتي الفَن العِراقي الحَديث».

تأثرت أعمال الرحال بمَنحوتات حضارة بِلاد الرافدين، ولا سيما تماثيل بابل وآشور، ومن السمات المُميزة لتماثيلها النصفية ومنحوتاتها أنها تتمتع بنفس بُنية ومَلامح الوجه مثل سُكان العِراق الحاليين. في حديث مع صَحيفة الحكومة اليومية، أعرب الرحال عن وجهة نظر مفادها أن الشعب العراقي هو من نسل السومريين القُدماء، ونُقل عنه:
«هنُاك بَعض الأشياء التي لم تَتَغير. كان عُمري 16 عامًا عندما كُنت أعمل في... المتحف العراقي وأكملت [تِمثال نِصفي] للأميرة السومرية. كنت أقضي مُعظم وقت فراغي خارج متحف يدرس وجوه بائعات اللبن الرائب [من جَنوب بَغداد] لأنها تمُثل استمرارية حياة الشَعب السومري اليوم؛ نفس العيون، حادة وواسعة؛ الحاجِبان مُتداخلة، وقصة الأنف. بِهذه الطريقة، زودني الواقع دائمًا بِنماذج لعَملي».
بالنِسبة للنَحت، كان يَعمل بشكل أساسي على الخَشب والجص والبرونز. مَواضيعه تدور حول أهل الشوارع والأزقة والفُقراء من الرِجال والنساء في الحياة اليومية بالإضافة إلى الشَخصيات التاريخية. على الرغم من أنه تدرب كنحات، إلا أن الرحال استمتع أيضًا بالرسم وعرض العديد من هذه اللوحات. ومع ذلك، فإن عددًا من الأعمال المَعروضة في المُتحف الوطني للفن الحديث في بَغداد تعرضت لعمليات نهب واسِعة النِطاق بعد الغزو الأمريكي عام 2003.
خِلال حَياته، أنتج مَجموعة رائِعة من الأعمال على نِطاق واِسع. ومع ذلك، لم تنج جَميع أعمال الرحال الضَخمة من الحُروب والثَورات الُمختلفة التي حَلت بالعراق. تم تَفكيك اثنين من أعماله العامة في أعقاب الغزو الأمريكي عام 2003؛ كان أحدهما تِمثال نِصفي لبانِي بَغداد، الخَليفة العباسي أبو جَعفر عبدُ الله بنْ مُحمد المَنصور، والآخر كان النافورة المَعروفة باسم نَصب المسيرة التي كانت موجودة سابقًا في ساحة المُتحف، وكلاهُما تم تفكيكهُما في أكتوبر 2005. اللوحات والمُنحوتات الأصغر مَوجودة الآن في المُتحف الوطني للفن الحديث، بَغداد، وفي موسكو ونيويورك وشنغهاي وباريس وروما والبندقية ولوكا وميسينا. تم نَهب العَديد من أعماله التي كانَت مَوجودة في المُتحف الوطني للفن الحديث، بغَداد في عام 2003.

## وصف موجز لأهم أعماله

### نصب المَسيرة
الوصف: نافورة ذات لَوحات بِرونزية تُصور الشَعب العِراقي مِن فَترات تاريخية مُختلفة، وهو يَتسلق إلى قِمة تل ويتجمع هُناك لتمثيل العِراقيين الذين يتطلعون إلى مُستقبل أفضل، إلى جانب إنجازاتهم على مر الزَمن. يتضمن النَصب أيضًا إشارات إلى تاريخ العراق مِن خِلال إدراج أسد آشوري وثور مُجَنح من حَضارت بِلاد الرافدين، يَقِفان فوق مُحارب صَريع.
الأبعاد: 7-8م (ارتفاع)
التاريخ: بدأ العمل به عام 1973 وفُكك في أكتوبر 2005.
الموقع: سابقًا في ساحة المُتحف (بالقرب من تقاطع المتحف العراقي ومَحطة الباصات).

### نصب الأمومة
الوصف: كانَت الأمومة موضوعًا متكررًا في أعمال الرحال. التِمثال العَام هو صورة شُبه مُجردة لامرأة تنظر إلى الأجيال القادِمة َبينما تَحمي طِفلًا صَغيرًا يَقف خَلفها.
الأبعاد: 4.5م (الارتفاع).
التاريخ: 1961.
الموقع: حَديقة الامة في بَغداد.

### تِمثال أبو جَعفر المَنصور
الوصف: تمثال نصفي من البرونز لبانِي بَغداد، الخَليفة العباسي أبو جَعفر عبدُ الله بنْ مُحمد المَنصور، صُممَ النَصب ليكون بِمثابة حَلقة وصل بين ماضي العِراق اللامِع ومُستقبله المُشرق.
الأبعاد: 2م تمثال نصفي من البرونز، مُثبت على عَمود.
التاريخ: اكتمل في عام 1976؛ افتتح في عام 1979.
الموقع: حي المنصور، بَغداد. دمرَ جُزئيا على أثر انفِجار عام 2003.

### نصب الجُندي المَجهول
الوصف: يَتكون النَصب من مَجموعة عَناصر مُرتبة فوق تل اصطِناعي. القُطعة المَركزية عِبارة عن قبة ناتِئة، من الخرسانة المُسلحة، تمثل دُرعًا ساقِطًا من قبضة مُحارب يَحتَضر. يوجد على جانِب القُبة بُرج حَلزوني يذكرنا بمئذنة المَلوية في سامراء. سطحُه الخارجي مُغطى بالنُحاس، بينما يتميز سَطحه الداخلي بغطاء منتهي بوحدات هرمية مُتناوبة من الفُولاذ والنُحاس. الكورنيش مُغطى بسقف شُبه دائري مُسطح مَدعوم بدعامة فُولاذية مُثلثة. السَطح مغُطى بصفائح نحاسية ويعرض السقف ألواحًا على شكل الحَرف V من الفولاذ المُقاوم للصدأ وزجاج مورانو. إنه مُحاط بِعوارض مائلِة ذات مَقطع مُثلثي مُغطاة بالرخام والجرانيت الأحمر. المِنصات المُتدرجة ذات الشكل الإهليلجي تؤدي إلى القُبة والنَحت المُكعب. سارية العَلم الفولاذية مُغطاة بالكامل بألواح زجاج مورانو مُثبتة على أذرع من الفُولاذ المُقاوم للصدأ وتعرض ألوان العَلم العراقي.
الفكرة الأصلية كانت من عَمل خالد الرحال، بالتصاميم المِعمارية التي طورها المُهندس الإيطالي مارسيلو دي أوليفو.
الأبعاد: قطر الدرع 42م، مع ميل 12 درجة؛ يبلغ قطر التل 250م.
التاريخ: بدأ عام 1979 وانتهى عام 1983.
الموقع: ساحة الاحتفالات الكبرى في بَغداد.

### نصب قَوس النَصر
الوصف: يتكون النَصب من قوسين يقعان عِندَ مَداخل ساحة الاحتِفالات الكبرى. يتكون كل قَوس من أذرع مَمدودة يبدو وكأنها تَخرُج منَ الأرض وتحمل سيفين يَلتقيان عِند نُقطة مَركزية. السيوف المَصنوعة منَ الفولاذ تَستند في تَصميمُها إلى السَيف الذي حَمله سعد بن أبي وقاص، قائد جَيش المُسلمين يَوم القادِسية (مِنها أشتقَ النَصب اسمَه). ترتفع سارية العَلم الصغيرة من النقطة التي تلتقي فيها السيوف، نُقطة تَعلوا عَن الأرض 40 مترًا.
أصول مَفهوم النَصب ليست واضِحة تمامًا. تُشير بَعض المَصادر إلى أن فكرة النَصب قد نشأت من رسم تَخطيطي لصدام حسين، بينما يَقترح البَعض الآخر أنها كانت في الأساس من عمل النَحات خالد الرحال بالتعاون الوثيق مع صدام. استَخدم الرحال صوراً وأذرع جِصية لساعِدي صدام كنموذج لتصميم اليدين. وقرب نهاية المَشروع وبعد وفاة الرحال تولى النَحات مُحمد غَني حِكمت زِمام المَشروع وأخذ شخصيًا بَصمة لأحد إبهامات صدام، مع وإضافَتَها إلى قالب أحد الايدي. ترتكز الأذرع على قَواعد خَرسانية، تحمل كل قاعدة شِباك برونزية تحتوي على ما يَقرب 2500 خُوذة (ما مَجموعه 5000 خوذة) والتي، حسب ادِعاء صدام، تَخص جُنود إيرانيين قُتلوا خِلال الحَرب.
الأبعاد: ارتفاع 40 مترا تمتد 30م.
التاريخ: بدأ عام 1986 على يد خالد الرحال، وانتهى عام 1989 (بعد وفاة النحات) على يد محمد غني حكمت، الذي كان سابقًا مُساعد الرحال في المَشروع.
الموقع: ساحة الاحتفالات الكبرى في بَغداد.

### تمثال عبدُ الكريم قاسِم

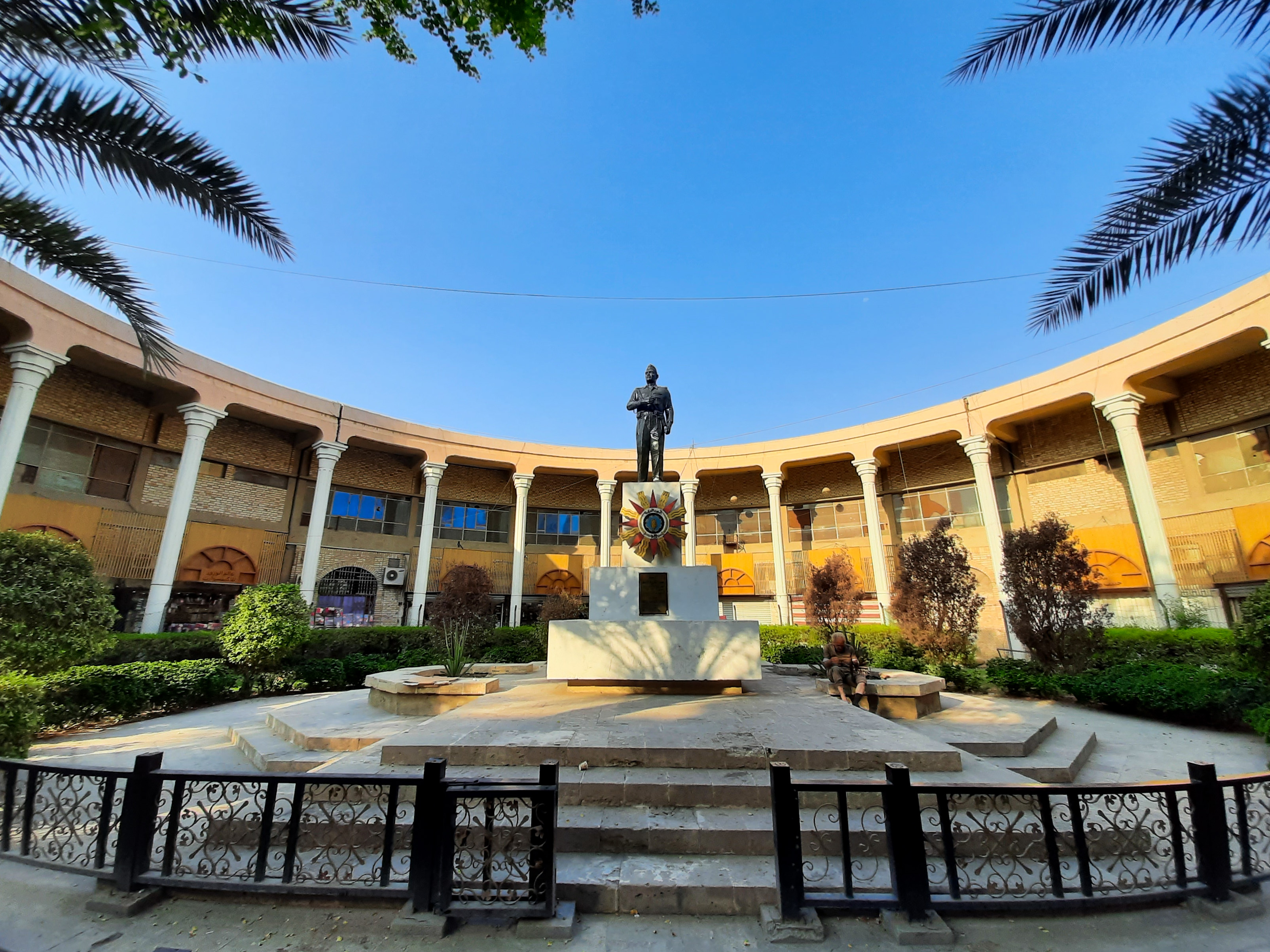
تمثال عبد الكريم قاسم

الوصف: تِمثال برونزي للقائد العَسكري وأول رئيس وزراء عراقي، عبد الكريم قاسم (1914-1963). أمر صدام حسين بهذا التمثال تكريماً للزعيم باعتباره أول شهيد في جُمهورية العراق.
الأبعاد: غير معروف.
التاريخ: تم تشييدُه في الستينيات وتم ترميمه في عام 2005.
الموقع: في الأصل في ساحة عبد الكريم قاسم الواقِعة في شارع الرشيد. تم نقله إلى ساحة المُتحف العراقي.

### قائمة بأعمال أخرى للفَنان
نِساء في حَمام عام، نقش مَنحوت، عشرينيات القرن الماضي.
امرأة مُستلقية، التاريخ غير معروف.
امرأة الشرقاوي ليلة زفافها، نَحت على الخشب، 1926.
الشَقاوية (لَقب للفَتاة العَربية مِن جَنوب العِراق)، أوائل الستينيات.
تِمثال برونزي لسيدة الأهوار، سابقًا في ساحة الحمزة، مدينة الصدر، بَغداد.

## سر الحقيبة السوداء
في يَوم وَفات مُعَلِمه وزَميله الفَنان الرائِد جواد سَليم، قدمَ خالد الرَحال بَدراجته النِارية نَوع (البرتا) التي جاءَ بِها من إيطاليا ويتجول فِيها في شَوارع بَغداد، حيث كان لا يملك سيارة أو بالأحرى لا يُريد اقتِناءها، كانَ يَحُمل حَقيبة سَوداء صغيرة. نزلَ من دراجته مُتأبطا الحَقيبة السَوداء وتوجهَ نَحو الجُثمان شاقًا طَريقُه بصِعوبة في تلك الزَحمة من المُشيعين، وعِند وصوله ركعَ بجانِب الجُثمان قرب رأسه ثم رَفعَ الغِطاء عَن وَجه جواد سَليم وأخذ يُقبله ويَبكي بصوت عال َسمعه الجَميع وتأثروا بهذا المَوقف المؤلم، ثُمَ فَتَح تِلك الحَقيبة السوداء واخرج مِنها عجينة من الجبس ووضعها فَوقَ وجِهه، واخذ يَضَغط عَليها بِكِلتا يَديه بلُطف ليَعمل مِنها قناع المَوت لأُستاذِه، ثم رَفعها ببُطء وأعادَها إلى تِلكَ الحَقيبة.

## من غرائب النحات خالد الرحال
ومن اطرف هذه الاثار الفنية التي يوزعها الفنان من حوله، الأعمال التي يرسمها للاشخاص الذين يعتقد انهم يمتازون بشكلهم أو حضورهم الكارزمي في المجتمع.
ومن غرائب ذلك قيام النحات خالد الرحال، بعمل تمثال نصفي من الجبس للحاج مَهدي الصَفار صاحب حمام الحاج مهدي الشَهير في بغداد، وقد صنعه سنة 1946 حين بدأ يتردد على الحمام كزبون اعجبته الخدمة في الحمام، ومالكه الحاج صاحب التمثال الذي ينتصب في مدخل الحمام إلى هذا اليوم.